# 轩辕七
狮子座κ（κ Leonis, κ Leo），中文名轩辕七，是狮子座中的4等双星。它在约翰·波得的波得星图中称作Minchir el-asad。这个名字来自阿拉伯语的Minkhir al-Asad，即“狮子的鼻口”。这个名字在耶鲁大学亮星星表的错误地写成了Al Minliar al Asad。
轩辕七的星等为+4.46，恒星光谱类型为K2III。它距离地球大约210光年。 